# Harran Station
Harran Station (Harran stasjon) er en jernbanestation på Nordlandsbanen, der ligger ved bygden Harran i Grong kommune i Norge. Stationen består af krydsningsspor med en øperron, et sidespor og et læskur i rødmalet træ.
Stationen åbnede 5. juli 1940, da banen blev forlænget fra Grong til Mosjøen. Fra 28. maj 1989 til 13. juni 2004 var den bemandet i det omfang, den aktuelle køreplan gjorde det nødvendigt. Stationen blev gjort fjernstyret og ubemandet 22. februar 2007.
Stationsbygningen blev opført i 1931 af NSB Arkitektkontor efter tegninger af Bjarne Friis Baastad. Den toetages bygning blev opført i træ i laftekonstruktion og rummede oprindeligt ventesal, ekspedition og telegraf i stueetagen samt en tjenestebolig på første sal. Desuden var der en tilbygning i bindingsværk, der fungerede som pakhus. Stationsbygningen blev revet ned i 2012, mens det nuværende læskur blev opført i 2010.